# Danh sách đề cử và chiến thắng giải thưởng Âm nhạc Cống hiến
Giải thưởng Âm nhạc Cống hiến là một giải thưởng âm nhạc thường niên của Việt Nam do báo Thể thao & Văn hóa tổ chức. Danh sách đề cử và chiến thắng được thống kê từ giải tiền Cống hiến (năm 2004). Từ năm 2005, giải chính thức có tên là Giải thưởng Âm nhạc Cống hiến và được tính là mùa thứ nhất.

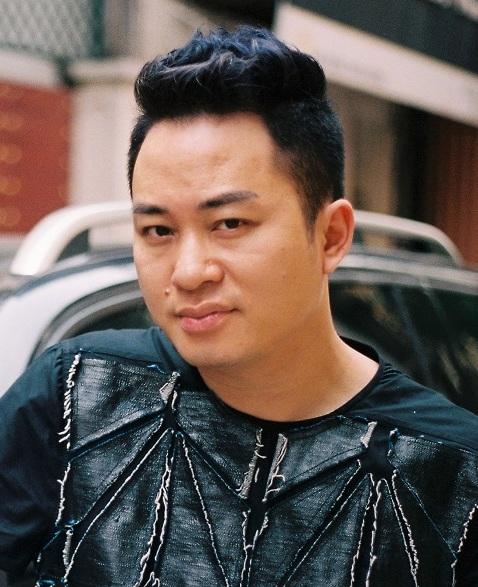
Tùng Dương giữ kỉ lục với 28 lần đề cử và chiến thắng nhiều nhất với con số 14.

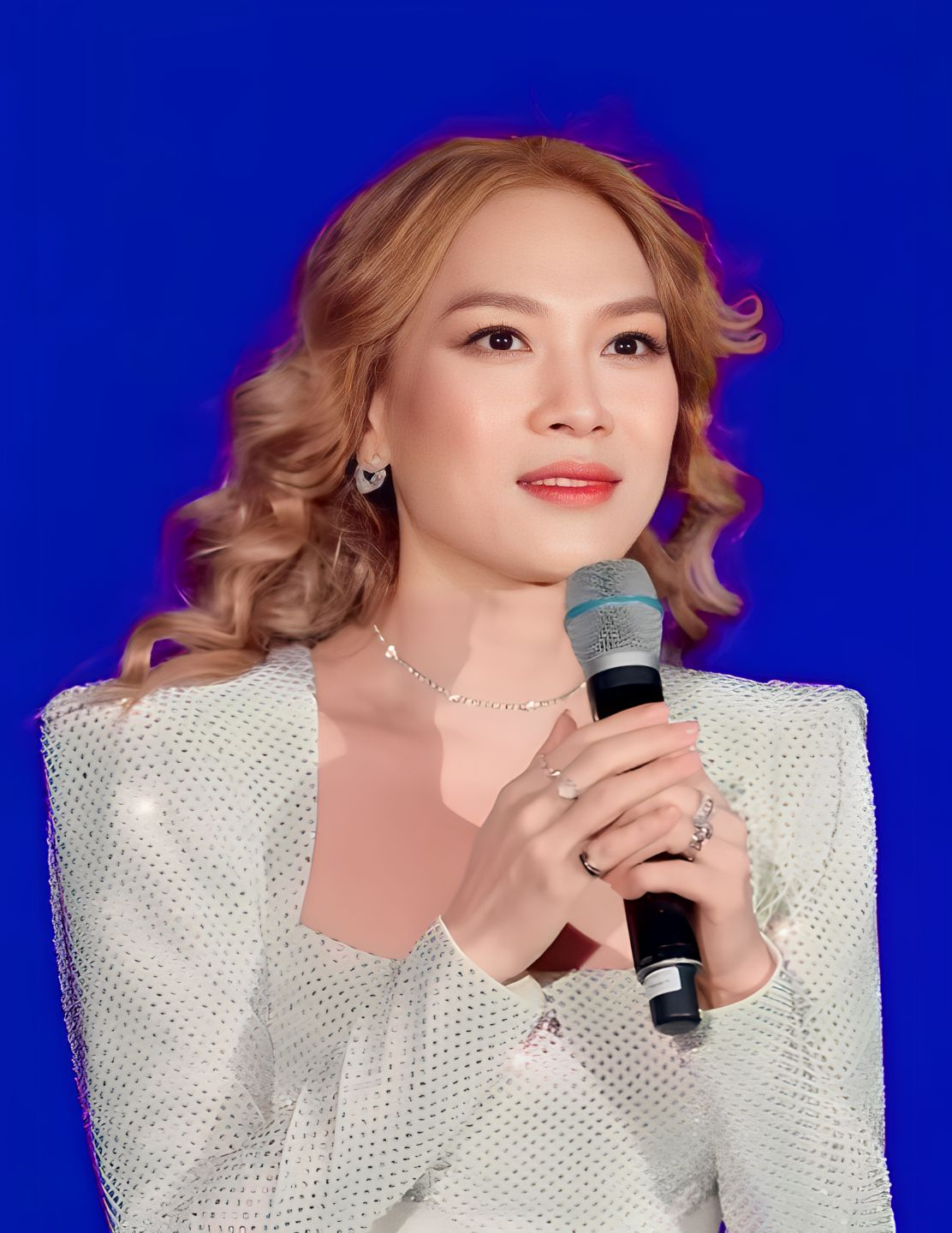
Mỹ Tâm với 19 lần đề cử và giành 6 giải tại hạng mục "Ca sĩ của năm" (2009, 2013, 2015, 2018); "Album của năm" (2018) cho Tâm 9 và liveshow Tri âm thắng "Chương trình của năm" (2023).

Hà Anh Tuấn giành được 15 đề cử và thắng 2 lần cho "Chương trình của năm" cho liveshow Romance và "Chuỗi chương trình của năm" cho See Sing Share (2019).

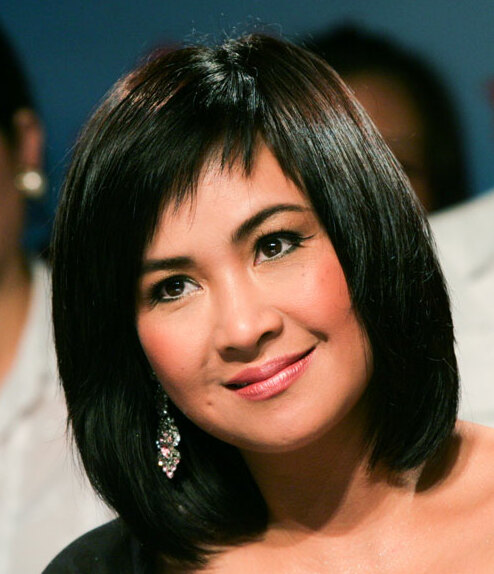
Thanh Lam nhận 15 đề cử và duy nhất thắng tại hạng mục "Album của năm" (2005) cho Ru mãi ngàn năm.

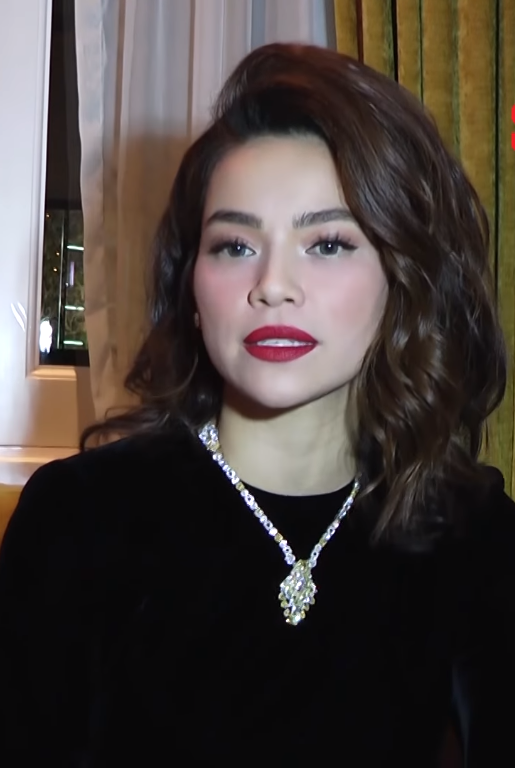
Hồ Ngọc Hà thắng 2 lần cho "Nữ ca sĩ của năm" (2008) và "Chương trình của năm" (2012) trong tổng số 12 lần đề cử.

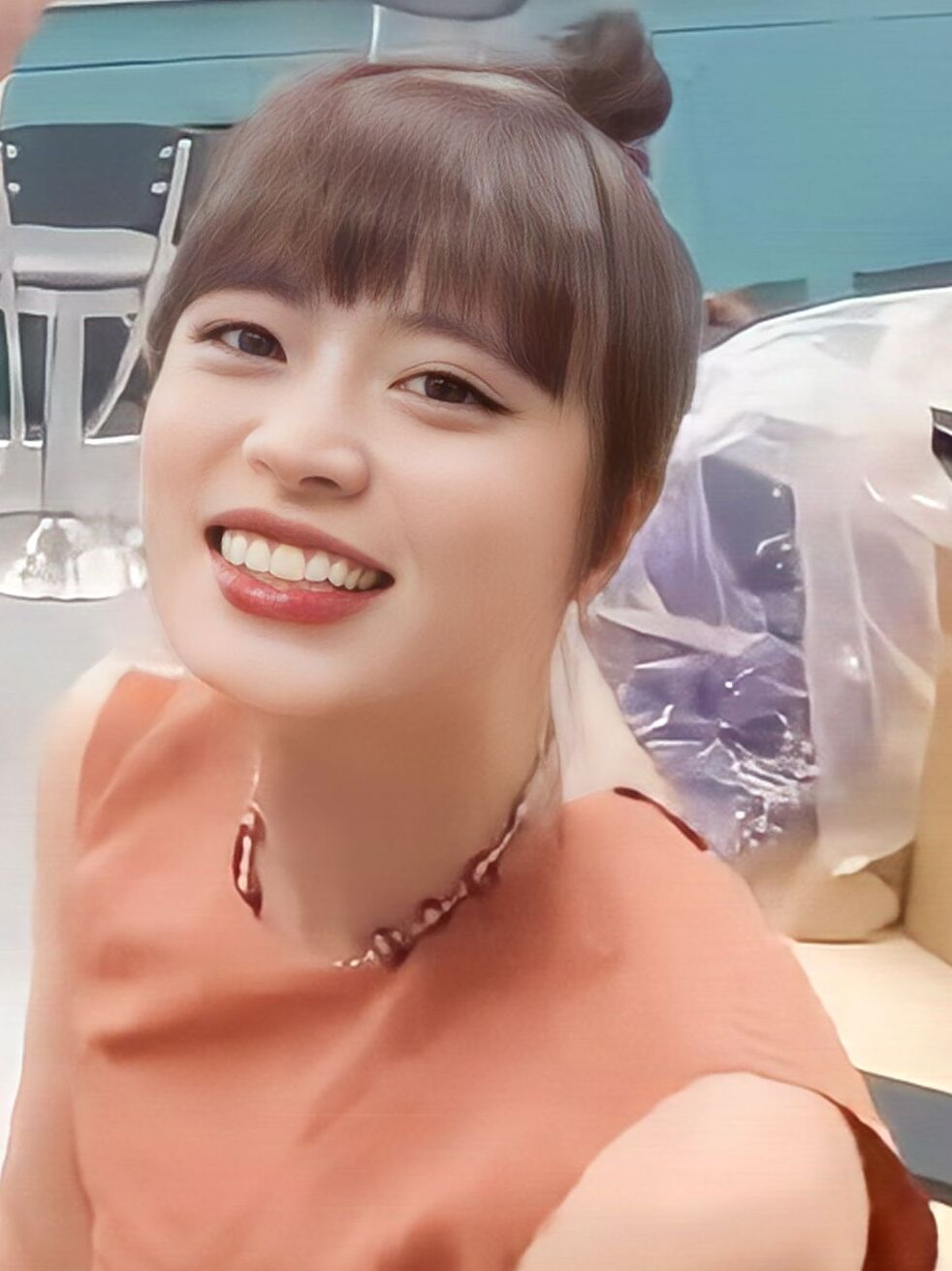
Hoàng Thùy Linh trở thành ca sĩ đầu tiên và duy nhất có kỉ lục thắng 4 giải Cống hiến nhiều nhất trong năm, với 10 đề cử và tổng cộng 7 giải xuyên suốt sự nghiệp.

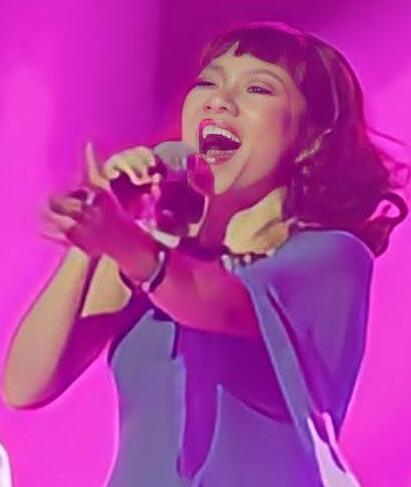
Trần Thu Hà thắng 4 lần ở hạng mục "Album của năm" cho Đối thoại 06 (2007), Cánh cung 3 (2014), Bóng tối Jazz (2016) và Bản nguyên (2017) trong tổng số 10 đề cử.

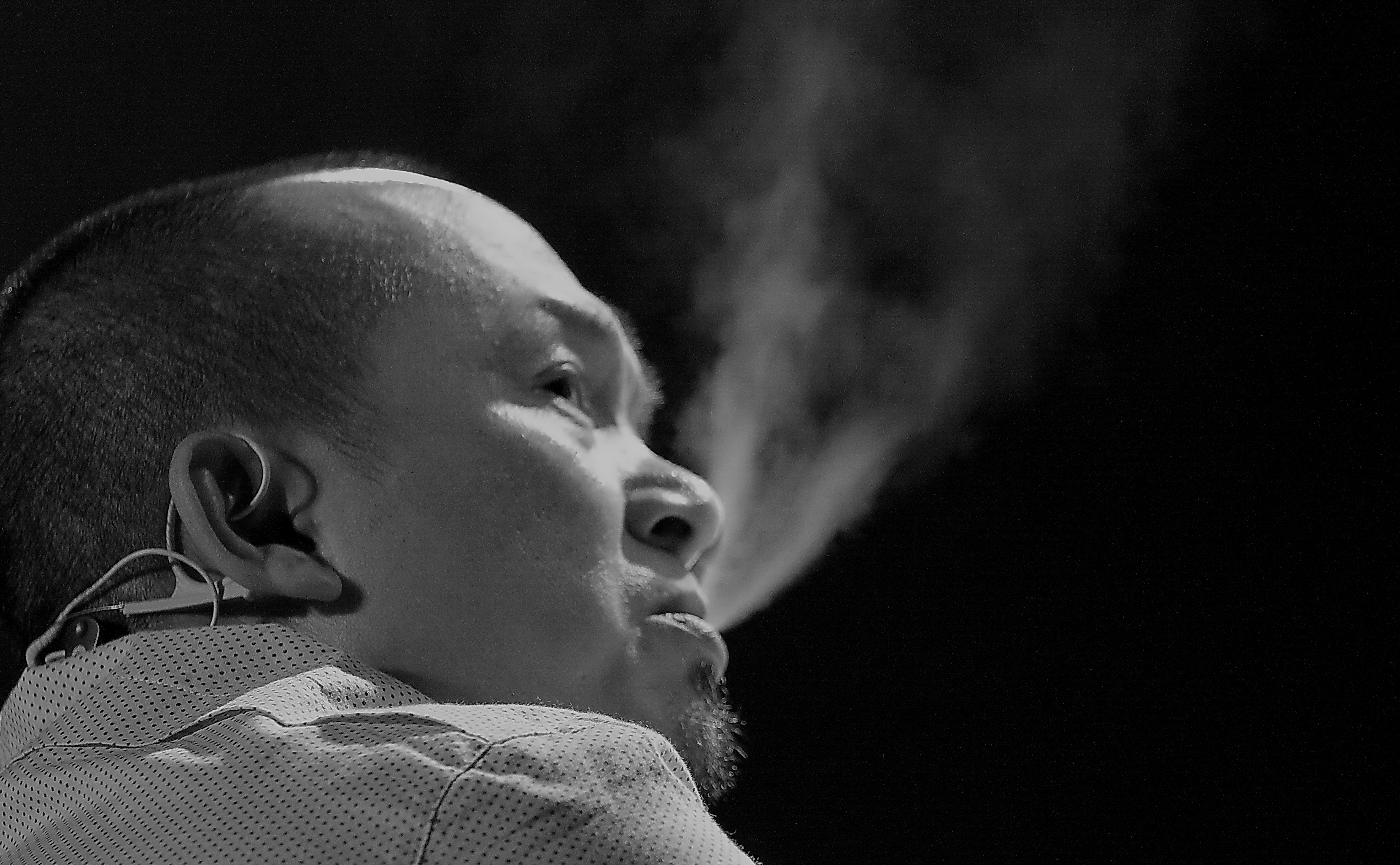
Quốc Trung nhận được 10 đề cử và duy nhất giành được "Nhạc sĩ của năm" (2013).

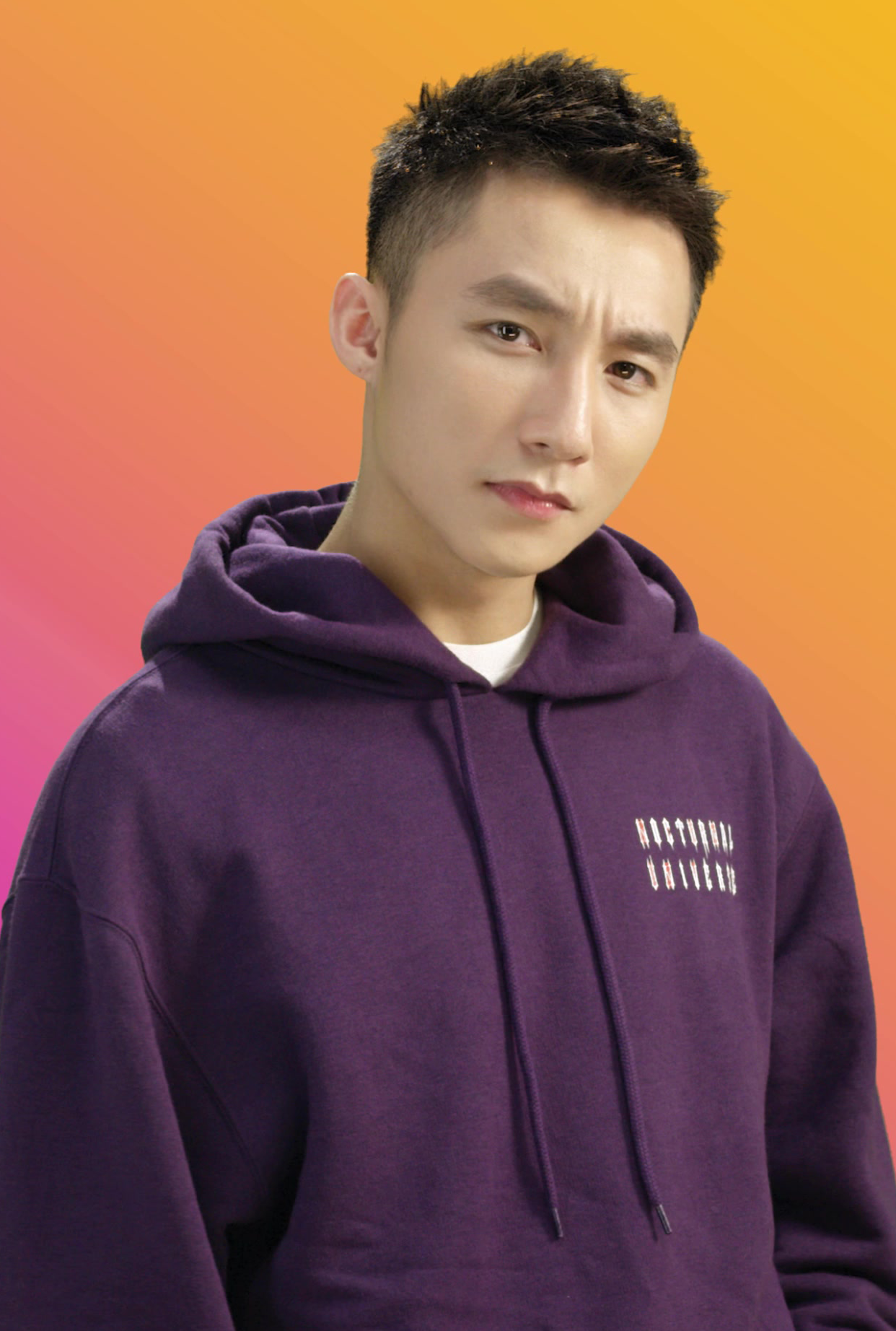
Sơn Tùng M-TP nhận được 10 đề cử và duy nhất giành được 1 giải "Ca sĩ của năm" (2016).

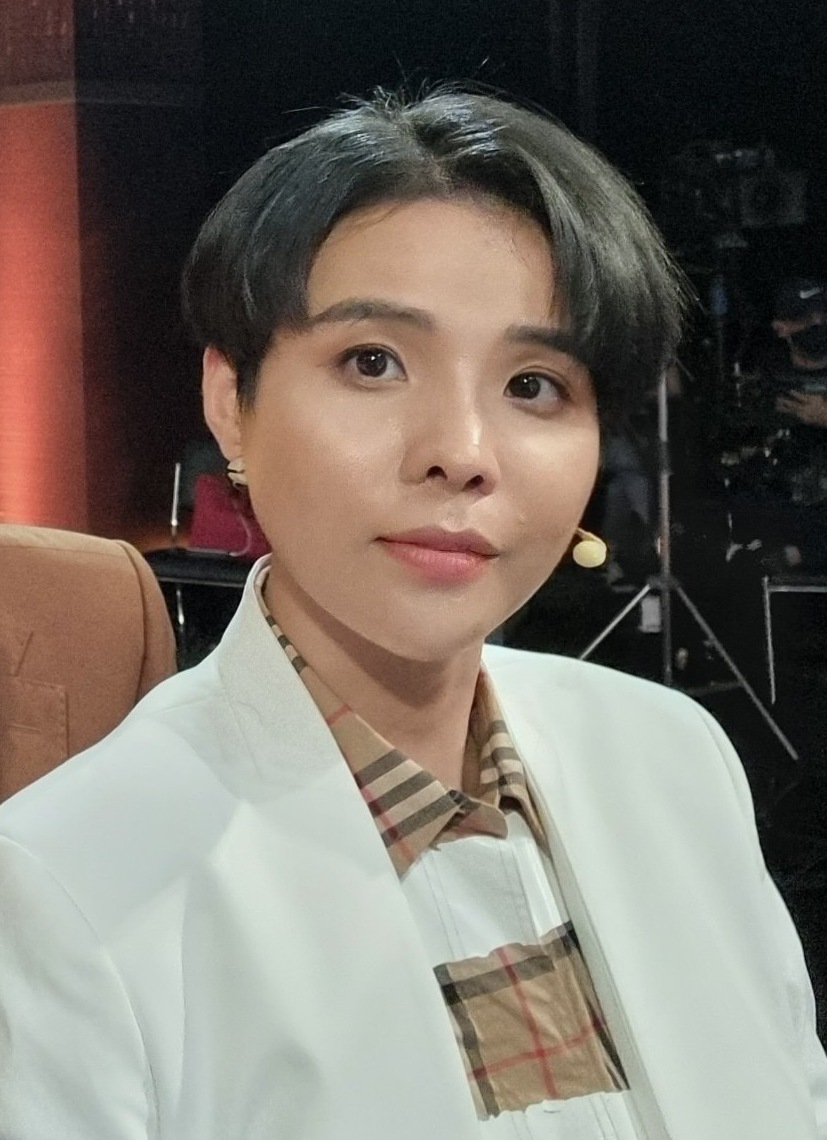
Vũ Cát Tường giành được "Nghệ sĩ mới của năm" (2014) và "Nhạc sĩ của năm" (2019) trong tổng 8 đề cử.

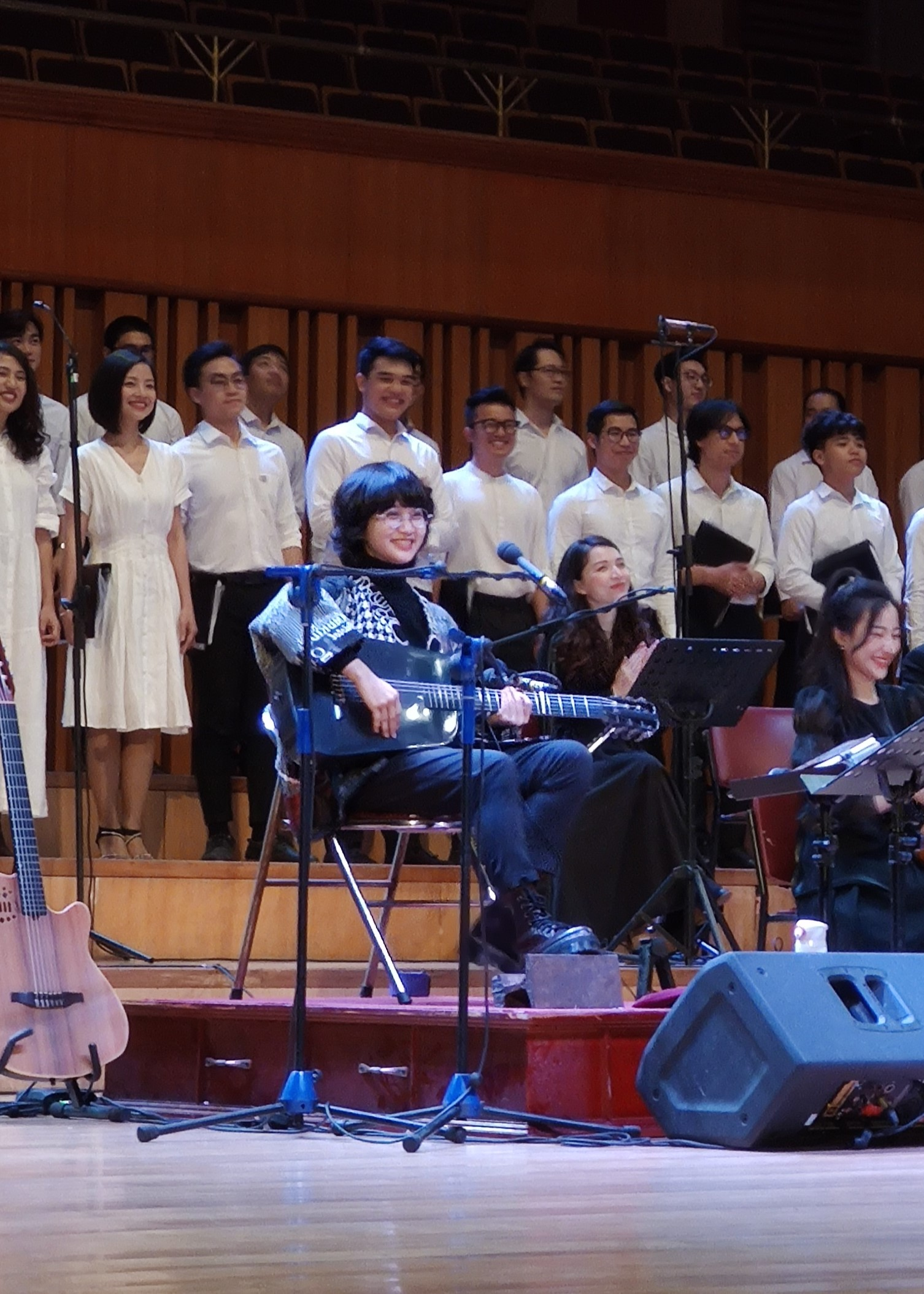
Lê Cát Trọng Lý trở thành nữ nhạc sĩ đầu tiên giành 1 giải cho "Nhạc sĩ của năm" (2011) trong tổng số 7 lần đề cử.

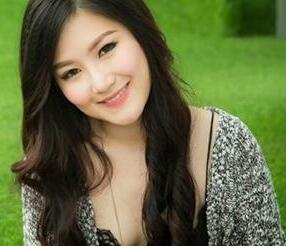
Hương Tràm thắng 2 giải cho "Nghệ sĩ mới của năm" (2013), giúp cô trở thành nghệ sĩ trẻ nhất nhận giải và đề cử ở tuổi 18 và "Video âm nhạc của năm (2018).

## Thập niên 2000

### Giải thưởng Âm nhạc tiền Cống hiến
Giải Cống hiến 2005 (còn gọi là tiền Cống hiến) được công bố ngày 20 tháng 1 năm 2005 tại hội trường cũ của văn phòng đại diện báo Thể thao & Văn hóa, Thành phố Hồ Chí Minh.
| Giải thưởng          | Đoạt giải | Đề cử |
| -------------------- | --- | --- |
| Album của năm        | Ru mãi ngàn năm – Thanh Lam · sản xuất bởi Nguyễn Thị Hồng · kĩ sư thu âm/mixed bởi · sáng tác bởi Trịnh Công Sơn | - Thanh Lam & Hà Trần – Thanh Lam và Trần Thu Hà - Chạy trốn – Tùng Dương - Cánh cung – Đỗ Bảo                                         |
| Chương trình của năm | Sao Mai điểm hẹn 2004 – Đài Truyền hình Việt Nam                                                                  | - Ngày ấy và bây giờ – Mỹ Tâm - Giai điệu bạn bè – Thu Minh - Bức Tường và những người bạn – Bức Tường - Đường xa vạn dặm – Quốc Trung |
| Nhạc sĩ của năm      | Lê Minh Sơn | - Đỗ Bảo - Tuấn Khanh - Võ Thiện Thanh - Quốc Trung                                                                                    |
| Ca sĩ của năm        | Tùng Dương | - Kasim Hoàng Vũ - Thanh Lam - Mỹ Tâm                                                                                                  |

### Giải thưởng Âm nhạc Cống hiến lần thứ nhất
Giải Cống hiến lần thứ nhất lần lượt được kiểm phiếu vào ngày 12 tháng 1 năm 2006 tại khách sạn Duxton và công bố tại phòng trà M&Tôi, Thành phố Hồ Chí Minh. Dẫn chương trình bởi Lê Hoàng.
| Giải thưởng          | Đoạt giải | Đề cử |
| -------------------- | --- | --- |
| Album của năm        | Chat với Mozart – Mỹ Linh · sản xuất bởi Anh Quân, Huy Tuấn & Công ty TNHH Diệu Thanh · kĩ sư thu âm/mixed bởi Anh Quân · sáng tác bởi W.A. Mozart, J.S. Bach, C. Gounod, E. Elgar, P.I. Tchaikovsky, A. Vivaldi, R. Schumann, A. P. Borodin, C. Saint-Saëns, Dương Thụ & Mỹ Linh · kĩ sư master bởi | - Đôi mắt người Sơn Tây – Đức Tuấn - Hoàng hôn thức giấc – Mỹ Tâm - Nắng lên – Thanh Lam - Sôcôla – Đoan Trang - Thương một người – Phương Thanh - Và em đã yêu – Hồ Ngọc Hà                                               |
| Chương trình của năm | Con đường âm nhạc – Đài Truyền hình Việt Nam | - Bài hát Việt – Đài Truyền hình Việt Nam - Chuyện của tôi – Quang Dũng - Duyên dáng Việt Nam 14 – nhiều nghệ sĩ - Đêm thần thoại – Phương Nam Phim - Sức mạnh của những ước mơ – Mỹ Tâm - Mẹ, em và tôi – Huỳnh Phúc Điền |
| Nhạc sĩ của năm      | Đức Trí | - Đỗ Bảo - Anh Quân - Hà Dũng - Huy Tuấn - Lê Minh Sơn - Thanh Tùng - Võ Thiện Thanh |
| Ca sĩ của năm        | Hồ Quỳnh Hương | - Thanh Lam - Mỹ Linh - Mỹ Tâm - Quang Dũng - 5 Dòng Kẻ |

### Giải thưởng Âm nhạc Cống hiến lần thứ 2
Giải Cống hiến năm 2007 được công bố ngày 20 tháng 3 năm 2007 tại Nhà hát Lớn Thành phố Hồ Chí Minh.
| Giải thưởng          | Đoạt giải | Đề cử |
| -------------------- | --- | --- |
| Album của năm        | Đối thoại 06 – Trần Thu Hà · sản xuất bởi Ha Tran Productions · kĩ sư thu âm/mixed bởi Nguyễn Xinh Xô & Trần Thanh Phương · sáng tác bởi Nguyễn Xinh Xô, Trần Thanh Phương, Ben Doan, Trần Tiến & Trần Thu Hà · kĩ sư master bởi Nguyễn Xinh Xô & Trần Thanh Phương | - Ru rừng – Trần Mạnh Tuấn - Suối & cỏ – Nguyên Thảo - Thiên đàng – Thu Minh - Vút bay – Mỹ Tâm                                               |
| Chương trình của năm | Sao Mai điểm hẹn 2006 – Đài Truyền hình Việt Nam · đạo diễn bởi Huyền Thanh | - Bài hát Việt 2006 – Đài Truyền hình Việt Nam - Duyên dáng Việt Nam 15 – nhiều nghệ sĩ - Mỹ Linh Tour '06 – Mỹ Linh - Ngày trở về – Phạm Duy |
| Nhạc sĩ của năm      | Võ Thiện Thanh | - Đỗ Bảo - Huy Tuấn - Đức Trí - Lê Thanh Tâm                                                                                                  |
| Ca sĩ của năm        | Mỹ Linh | - Đan Trường - Đức Tuấn - Mỹ Tâm - Thu Minh                                                                                                   |

### Giải thưởng Âm nhạc Cống hiến lần thứ 3
Giải Cống hiến năm 2008 được công bố ngày 24 tháng 4 năm 2008 tại Nhà hát Lớn Hà Nội.
| Giải thưởng          | Đoạt giải | Đề cử |
| -------------------- | --- | --- |
| Album của năm        | Những ô màu khối lập phương – Tùng Dương · sản xuất bởi Viết Tân, Đỗ Bảo & Thanh Sơn · kĩ sư thu âm/mixed bởi Đỗ Bảo · sáng tác bởi Đỗ Bảo, Trần Tiến, Lưu Hà An, Huyền Ngọc & Phạm Thái Lê · kĩ sư master bởi Đỗ Bảo | - Cánh mặt trời – 5 Dòng Kẻ - Giáng Son – Giáng Son - Vì ta cần nhau – Hồng Nhung và Quang Dũng - Tái sinh – UnlimiteD                                                                               |
| Chương trình của năm | Vietnam Idol – Đài Truyền hình Thành phố Hồ Chí Minh | - Bài hát Việt 2007 – Đài Truyền hình Việt Nam - Duyên dáng Việt Nam 18 – nhiều nghệ sĩ - Nối vòng Việt Nam – Khánh Hà - Tiger Translate - Rock Your Passion – Nhà hát Nghệ thuật Đương đại Việt Nam |
| Nhạc sĩ của năm      | Võ Thiện Thanh | - Lưu Hà An - Đỗ Bảo - Lê Minh Sơn - Đức Trí |
| Nữ ca sĩ của năm     | Hồ Ngọc Hà | - 5 Dòng Kẻ - Thanh Lam - Mỹ Linh - Hồng Nhung |
| Nam ca sĩ của năm    | Đàm Vĩnh Hưng | - Quang Dũng - Phạm Anh Khoa - Lam Trường - Hà Anh Tuấn |

### Giải thưởng Âm nhạc Cống hiến lần thứ 4
Giải Cống hiến năm 2009 được công bố ngày 11 tháng 3 năm 2009 tại Nhà hát Lớn Thành phố Hồ Chí Minh. Dẫn chương trình bởi Lê Hoàng và Mỹ Linh.
| Giải thưởng          | Đoạt giải | Đề cử |
| -------------------- | --- | --- |
| Album của năm        | Thời gian để yêu - Cánh cung 2 – Đỗ Bảo · sản xuất bởi Đỗ Bảo · kĩ sư thu âm/mixed bởi Đỗ Bảo · sáng tác bởi Đỗ Bảo · kĩ sư master bởi Viết Tân | - Bóng tối ly cà phê – Lê Thanh Hải - Kiếp nào có yêu nhau – Đức Tuấn - Trần Tiến – Trần Tiến, Trần Thu Hà, Tùng Dương, Trần Thái Hòa, David Trần, Trần Thanh Phương và Tran's Gang - Trở lại – Mỹ Tâm |
| Chương trình của năm | Bài hát Việt 2008 – Đài Truyền hình Việt Nam | - Con đường tình ta đi – Phương Nam Phim - Love Story - Chuyện tình – Quang Dũng - Unlimited Symphony – UnlimiteD và Nhạc viện Thành phố Hồ Chí Minh                                                   |
| Nhạc sĩ của năm      | Đỗ Bảo | - Hồ Hoài Anh - Nguyễn Đức Cường - Lưu Thiên Hương |
| Ca sĩ của năm        | Mỹ Tâm | - Hồ Ngọc Hà - Hà Anh Tuấn - Đức Tuấn - UnlimiteD |

### Giải thưởng Âm nhạc Cống hiến lần thứ 5
Giải Cống hiến năm 2010 được công bố ngày 7 tháng 4 năm 2010 tại Nhà hát Lớn Hà Nội. Dẫn chương trình bởi Ngô Bá Lục và Nguyễn Hữu Chiến Thắng.
| Giải thưởng          | Đoạt giải | Đề cử |
| -------------------- | --- | --- |
| Album của năm        | Music of the Night – Đức Tuấn · sản xuất bởi Lại Vũ Hán Dương · kĩ sư thu âm/mixed bởi · sáng tác bởi Andrew Lloyd Webber, Trevor Nunn, Frank Wildhorn, Leslie Bricusse, Don Black, Charles Hart, Tim Rice, Mitch Leigh, Joe Darion, Claude-Michel Schönberg, Herbert Kretzmer, Riccardo Cocciante, Luc Plamondon, Richard Stilgoe & Mike Batt · kĩ sư master bởi | - Mù tạt – Tinna Tình - Nơi bình yên – Thanh Lam - Saigon Radio – Hà Anh Tuấn                              |
| Chương trình của năm | Người tình – Đàm Vĩnh Hưng | - Bài hát Việt 2009 – Đài Truyền hình Việt Nam - Điều còn mãi – VietnamNet - Music of the Night – Đức Tuấn |
| Nhạc sĩ của năm      | Hồ Hoài Anh | - Lê Minh Sơn - Lê Thanh Tâm - Tinna Tình                                                                  |
| Ca sĩ của năm        | Đức Tuấn | - Thanh Lam - Cẩm Ly - Hà Anh Tuấn                                                                         |

## Thập niên 2010

### Giải thưởng Âm nhạc Cống hiến lần thứ 6
Giải Cống hiến năm 2011 được công bố ngày 5 tháng 4 năm 2011 tại Nhà hát Lớn Thành phố Hồ Chí Minh. Dẫn chương trình bởi Lê Hoàng và Thùy Minh.
| Giải thưởng          | Đoạt giải | Đề cử |
| -------------------- | --- | --- |
| Album của năm        | Li ti – Tùng Dương · sản xuất bởi TTSP Music Productions Germany, Tùng Dương & Nguyễn Công Phương Nam · kĩ sư thu âm/mixed bởi Sebastian Parche · sáng tác bởi Nguyễn Công Phương Nam, Lưu Hà An, Nguyễn Xinh Xô, Sa Huỳnh & Sebastian Parche · kĩ sư master bởi StudioPros, Los Angeles | - Những tình khúc Phú Quang – Tấn Minh - Bây giờ... biển mùa đông – Đức Tuấn - Cock-tail – Hà Anh Tuấn - Bộ đội – Thái Thùy Linh              |
| Chương trình của năm | Vietnam Idol 2010 – Đài Truyền hình Việt Nam · đạo diễn bởi Nguyễn Quang Dũng | - Sao Mai điểm hẹn 2010 – Đài Truyền hình Việt Nam - Điều còn mãi – VietnamNet - Ngọn lửa cao nguyên – Y Moan - Yêu – Thanh Lam và Tùng Dương |
| Nhạc sĩ của năm      | Lê Cát Trọng Lý | - Lưu Thiên Hương - Mai Khôi - Nguyễn Hải Phong - Huy Tuấn                                                                                    |
| Ca sĩ của năm        | Tùng Dương | - Thanh Lam - Uyên Linh - Đức Tuấn - Hà Anh Tuấn                                                                                              |

### Giải thưởng Âm nhạc Cống hiến lần thứ 7
Giải Cống hiến năm 2012 được công bố ngày 22 tháng 4 năm 2012 tại Nhà hát Lớn Thành phố Hồ Chí Minh. Dẫn chương trình là ca sĩ Hà Anh Tuấn và Đinh Tiến Dũng.
| Giải thưởng          | Đoạt giải | Đề cử |
| -------------------- | --- | --- |
| Album của năm        | Một ngày - Tóc ngắn Acoustic – Mỹ Linh · sản xuất bởi Anh Quân & Huy Tuấn · kĩ sư thu âm/mixed bởi Anh Quân & Doãn Trí Nghĩa · sáng tác bởi Anh Quân, Huy Tuấn, Mỹ Linh & Hồng Kiên · kĩ sư master bởi Doug Sax | - Body Language – Thu Minh - Đường về – Quái Vật Tí Hon - Lê Cát Trọng Lý – Lê Cát Trọng Lý - Vòng tròn – Hồng Nhung                |
| Chương trình của năm | Hồ Ngọc Hà Live Concert 2011 – Hồ Ngọc Hà · đạo diễn âm nhạc bởi Hoàng Anh & Dương Khắc Linh · đạo diễn sân khấu bởi Việt Tú                                                                                    | - Không gian âm nhạc – Dream Studio - Luala Concert – Dihavina và Công ty DX - Những chuyến đi – Tùng Dương - Vui – Lê Cát Trọng Lý |
| Nhạc sĩ của năm      | Anh Quân | - Hải Bột - Lê Cát Trọng Lý - Nguyễn Hải Phong - Quốc Trung                                                                         |
| Ca sĩ của năm        | Tùng Dương | - Hồ Quỳnh Hương - Thu Minh - Hồng Nhung - Nguyên Thảo                                                                              |

### Giải thưởng Âm nhạc Cống hiến lần thứ 8
Lễ trao giải Cống hiến 2013 được tổ chức vào ngày 24 tháng 4 năm 2013 tại Nhà hát Hòa Bình, Thành phố Hồ Chí Minh. Dẫn chương trình bởi Hồ Ngọc Hà và Trấn Thành.
| Giải thưởng          | Đoạt giải | Đề cử |
| -------------------- | --- | --- |
| Bài hát của năm      | "Chiếc khăn Piêu" – Tùng Dương (sáng tác: Doãn Nho) | - "Chuyện như chưa bắt đầu" – Mỹ Tâm (sáng tác: Hoàng Nhã) - "Nhật ký của mẹ" – Hiền Thục (sáng tác: Nguyễn Văn Chung) - "Người hát tình ca" – Uyên Linh (sáng tác: Lưu Thiên Hương) |
| Nghệ sĩ mới của năm  | Hương Tràm | - Phạm Thu Hà - Nguyễn Đình Thanh Tâm - Thái Trinh |
| Album của năm        | Classic Meets Chillout – Phạm Thu Hà · sản xuất bởi Dream Studio, Chu Minh Vũ & Võ Thiện Thanh · kĩ sư thu âm/mixed bởi Võ Thiện Thanh · sáng tác bởi Phạm Thu Hà, Võ Thiện Thanh, Phạm Duy, Dương Đình Hưng, G. Fauré, F. Schubert, F. Chopin, Ludwig van Beethoven, E. Grieg, G. Bizet, J. Offenbach, T. Albinoni, H. Meilhac, L. Halévy & W. Scott · kĩ sư master bởi Võ Thiện Thanh | - Country Rock – Tạ Quang Thắng - Giấc mơ tôi – Uyên Linh - Tuổi 25 – Lê Cát Trọng Lý                                                                                                |
| Chương trình của năm | In the Spotlight – Công ty Mỹ Thanh | - Giai điệu trẻ – Nhà hát Giao hưởng Nhạc vũ kịch Thành phố Hồ Chí Minh - Luala Concert Thu Đông – Công ty DX - Rock Storm 2012 – MobiFone                                           |
| Nhạc sĩ của năm      | Quốc Trung | - Nguyễn Văn Chung - Lưu Thiên Hương - Tạ Quang Thắng |
| Ca sĩ của năm        | Mỹ Tâm | - Tùng Dương - Mỹ Linh - Uyên Linh |

### Giải thưởng Âm nhạc Cống hiến lần thứ 9
Giải thưởng Âm nhạc Cống hiến 2014 được tổ chức ngày 27 tháng 4 năm 2014 tại Nhà hát Lớn Hà Nội. Dẫn chương trình bởi Trác Thúy Miêu.
| Giải thưởng                | Đoạt giải | Đề cử |
| -------------------------- | --- | --- |
| Bài hát của năm            | "Tình yêu màu nắng" – Đoàn Thúy Trang và Big Daddy · sản xuất bởi Nguyễn Thanh Bình · kĩ sư thu âm/mixed bởi Nguyễn Phong · sáng tác bởi Phạm Thanh Hà · kĩ sư master bởi                   | - "Bác làm vườn và con chim sâu" – Trúc Nhân (sáng tác: Mew Amazing) - "Chạy mưa" – Nguyễn Đình Thanh Tâm (sáng tác: Phạm Toàn Thắng) - "Vết mưa" – Vũ Cát Tường (sáng tác: Vũ Cát Tường) |
| Nghệ sĩ mới của năm        | Vũ Cát Tường | - Đinh Hương - Mew Amazing - Trúc Nhân |
| Album của năm              | Chuyện của mặt trời, chuyện của chúng ta - Cánh cung 3 – Đỗ Bảo và Trần Thu Hà · sản xuất bởi Đỗ Bảo & Trần Thu Hà · kĩ sư thu âm/mixed bởi Đỗ Bảo · sáng tác bởi Đỗ Bảo · kĩ sư master bởi | - Độc đạo – Tùng Dương và Nguyên Lê - Cánh diều lạc phố – Nguyễn Đình Thanh Tâm - Yếm đào xuống phố – Tân Nhàn - Song hành – Onno Krijn và Ngô Hồng Quang - Yêu – 5 Dòng Kẻ               |
| Chương trình của năm       | Độc đạo – Tùng Dương và Nguyên Lê · đạo diễn âm nhạc bởi Tùng Dương & Nguyên Lê · đạo diễn sân khấu bởi Julian Hodgson                                                                      | - Cánh cung Live in Hanoi – Đỗ Bảo - Trần Mạnh Tuấn & Saigon Big Band – Trần Mạnh Tuấn - Cầm tay mùa hè – Quốc Trung - Cửa sổ âm nhạc 2: Tôi mơ một giấc mơ – Dương Thụ                   |
| Chuỗi chương trình của năm | Rock Storm – Mobifone | - Bài hát Việt 2013 – Đài truyền hình Việt Nam - Đồ Rê Mí Đôi – VTV6 - Giọng hát Việt – VTV3 - Luala Concert – Công ty DX                                                                 |
| Nhạc sĩ của năm            | Đỗ Bảo | - Quốc Trung - Phạm Hải Âu - Nguyên Lê - Bảo Lan |
| Ca sĩ của năm              | Tùng Dương | - Mỹ Tâm - Nguyễn Đình Thanh Tâm - Trần Thu Hà |

### Giải thưởng Âm nhạc Cống hiến lần thứ 10
Lễ trao giải thưởng Âm nhạc Cống hiến năm 2015 được tổ chức vào ngày 12 tháng 4 năm 2015 tại Nhà hát Thành phố Hồ Chí Minh. Dẫn chương trình bởi Diễm Quỳnh.
| Giải thưởng                | Đoạt giải | Đề cử |
| -------------------------- | --- | --- |
| Bài hát của năm            | "Bốn chữ lắm" – Trúc Nhân và Trương Thảo Nhi · sản xuất bởi Nguyễn Duy Anh · kĩ sư thu âm/mixed bởi Nguyễn Duy Anh · sáng tác bởi Phạm Toàn Thắng · kĩ sư master bởi Nguyễn Duy Anh                                                       | - "Nơi đảo xa" – nhiều ca sĩ (sáng tác: Thế Song) - "Tổ quốc gọi tên mình" – nhiều ca sĩ (sáng tác: Đinh Trung Cẩn, Phan Quế Mai) - "Trót yêu" – Trung Quân (sáng tác: Ái Phương) |
| Nghệ sĩ mới của năm        | Nguyễn Trần Trung Quân | - Vũ Thắng Lợi - Nhóm OPlus - Huyền Sambi |
| Album của năm              | Khởi hành – Nguyễn Trần Trung Quân · sản xuất bởi Nguyễn Trần Trung Quân & Khắc Hưng · kĩ sư thu âm/mixed bởi Nguyễn Minh Đạt · sáng tác bởi Khắc Hưng, Huyền Sambi, Sa Huỳnh & Nguyễn Trần Trung Quân · kĩ sư master bởi Nguyễn Minh Đạt | - Một tôi rất mới – Tạ Quang Thắng - Đại lộ đón gió – Thảo Trang - Gặp tôi mùa rất đông – Nguyễn Đình Thanh Tâm - Nghe – Phạm Anh Khoa                                            |
| Chương trình của năm       | Liên hoan âm nhạc Gió mùa 2014 – Công ty Thanh Việt · đạo diễn âm nhạc bởi Quốc Trung · đạo diễn sân khấu bởi Phạm Hoàng Nam | - Heartbeat – Mỹ Tâm - Hồ Ngọc Hà Live Concert 2014 – Hồ Ngọc Hà - Trần Mạnh Tuấn và dàn nhạc giao hưởng – Trần Mạnh Tuấn                                                         |
| Chuỗi chương trình của năm | Giai điệu tự hào – VTV và Motion Media | - Bài hát Việt 2014 – VTV và Cát Tiên Sa - In the Spotlight – Công ty Mỹ Thanh - Rockstorm – Mobifone - Young Hit, Young Beat – Viettel                                           |
| Nhạc sĩ của năm            | Phạm Toàn Thắng | - Trần Lập - Tạ Quang Thắng - Vũ Cát Tường |
| Ca sĩ của năm              | Mỹ Tâm | - Hồ Ngọc Hà - Nguyễn Đình Thanh Tâm - Tùng Dương |

### Giải thưởng Âm nhạc Cống hiến lần thứ 11
Giải thưởng Âm nhạc Cống hiến 2016 được tổ chức vào ngày 24 tháng 4 năm 2016 tại Trung tâm hội nghị quốc tế FLC Sầm Sơn, Thanh Hóa. Dẫn chương trình bởi Anh Tuấn và Thu Hương.
| Giải thưởng                | Đoạt giải | Đề cử |
| -------------------------- | --- | --- |
| Video âm nhạc của năm      | "Thật bất ngờ" – Trúc Nhân · đạo diễn bởi Nhu Đặng · sáng tác bởi Mew Amazing | - "Buông đôi tay nhau ra" – Sơn Tùng M-TP (sáng tác: Sơn Tùng M-TP; đạo diễn: Đinh Hà Uyên Thư) - "Mona Lisa" – Văn Mai Hương (sáng tác: Châu Đăng Khoa; đạo diễn: Tien M. Nguyen) - "Vũ điệu cồng chiêng" / "Ngày mai" – Tóc Tiên (sáng tác: Lưu Thiên Hương; đạo diễn: Đinh Hà Uyên Thư) |
| Bài hát của năm            | "Thật bất ngờ" – Trúc Nhân · kĩ sư thu âm/mixed bởi Dương Khắc Linh, Cao Bá Hưng & Katzilla · sáng tác bởi Mew Amazing · kĩ sư master bởi | - "Âm thầm bên em" – Sơn Tùng M-TP (sáng tác: Sơn Tùng M-TP) - "My Everything" – Tiên Tiên (sáng tác: Tiên Tiên) - "Tôi thấy hoa vàng trên cỏ xanh" – Ái Phương (sáng tác: Châu Đăng Khoa)                                                                                                 |
| Nghệ sĩ mới của năm        | Tiên Tiên | - Trọng Hiếu - Isaac - Hoàng Touliver |
| Album của năm              | Bóng tối Jazz – Giáng Son, Trần Thu Hà và Tùng Dương · sản xuất bởi Giáng Son · kĩ sư thu âm/mixed bởi Lê Thanh Tâm & Vũ Thanh Sơn · sáng tác bởi Giáng Son, Phan Vũ, Nguyễn Trọng Tạo, Nguyễn Vĩnh Tiến, Trương Quế Chi, Hà Quang Minh & Y Mai · kĩ sư master bởi Lê Thanh Tâm | - Những bài ca không quên – Đức Tuấn - Phá – Phạm Anh Khoa - Streets Rhythm – Hà Anh Tuấn |
| Chuỗi chương trình của năm | Liên hoan âm nhạc Gió mùa 2015 – Công ty Thanh Việt · tổng đạo diễn bởi Quốc Trung | - Bài hát Việt – VTV và Cát Tiên Sa - Giai điệu tự hào – VTV và Motion Media - Hòa âm ánh sáng – VTV và Công ty Cát Tiên Sa |
| Chương trình của năm       | Thập kỷ hoan ca – Tùng Dương · đạo diễn âm nhạc bởi Tùng Dương & Trần Thanh Phương · đạo diễn sân khấu bởi Nguyễn Xuân Trường | - Phố à phố ơi... Bống à Bống ơi! – Hồng Nhung - Chuyến bay đầu tiên – Sơn Tùng M-TP - Cửa sổ âm nhạc 3: Bài hát ru mùa đông – Dương Thụ - Master of Symphony – Công ty cổ phần Đầu tư Thảo Điền và Viet Vision                                                                            |
| Nhạc sĩ của năm            | Mew Amazing | - Giáng Son - Võ Thiện Thanh - Quốc Trung |
| Ca sĩ của năm              | Sơn Tùng M-TP | - Tùng Dương - Trần Thu Hà - Hồng Nhung |

### Giải thưởng Âm nhạc Cống hiến lần thứ 12
Giải thưởng Âm nhạc Cống hiến 2017 được tổ chức vào tối ngày 25 tháng 4 năm 2017 tại Nhà hát thành phố Hồ Chí Minh. Dẫn chương trình bởi Nguyên Khang và Quỳnh Chi. 
| Giải thưởng                | Đoạt giải | Đề cử |
| -------------------------- | --- | --- |
| Nhà sản xuất của năm       | Khắc Hưng | - Đỗ Hiếu - Hồng Kiên - Hoài Sa - Quốc Trung |
| Video âm nhạc của năm      | "Bống bống bang bang" – 365 · đạo diễn bởi Khương Vũ · sáng tác bởi Only C & Nguyễn Phúc Thiện | - "Bánh trôi nước" – Hoàng Thùy Linh (sáng tác: Hồ Hoài Anh; đạo diễn: Phù Nam) - "Cause I Love You" – Noo Phước Thịnh (sáng tác: Đỗ Hiếu; đạo diễn: Đinh Hà Uyên Thư) - "Gửi anh xa nhớ" – Bích Phương (sáng tác: Tiên Cookie; đạo diễn: Hoàng Thành Đồng và Hương) - "Phía sau một cô gái" – Soobin Hoàng Sơn (sáng tác: Tiên Cookie; đạo diễn: Đỗ Như Trang) |
| Bài hát của năm            | "Ông bà anh" – Lê Thiện Hiếu · sáng tác bởi Lê Thiện Hiếu | - "Gửi anh xa nhớ" – Bích Phương (sáng tác: Tiên Cookie) - "Mơ" – Vũ Cát Tường (sáng tác: Vũ Cát Tường) - "Sau tất cả" – Erik (sáng tác: Khắc Hưng) - "Tự sự tuổi 25" – Trương Thảo Nhi (sáng tác: Trương Thảo Nhi) |
| Nghệ sĩ mới của năm        | Hoàng Rob | - Erik - Lê Thiện Hiếu - Trương Thảo Nhi - Soobin Hoàng Sơn |
| Album của năm              | Bản nguyên – Trần Thu Hà · sản xuất bởi Trần Thu Hà, Trần Thanh Phương, Dominik Nghĩa Đỗ & Phu Nguyen · kĩ sư thu âm/mixed bởi Trần Thanh Phương · sáng tác bởi Dominik Nghĩa Đỗ & Hoàng Quân · kĩ sư master bởi Trần Thanh Phương | - Đinh Hương Sings the Golden Oldies – Đinh Hương - Gửi người yêu cũ – Hồ Ngọc Hà - Thằng Cuội – Trần Mạnh Tuấn - Trong – Nguyễn Thu Hằng |
| Chuỗi chương trình của năm | Bài hát hay nhất - Sing My Song – VTV và Cát Tiên Sa | - In the Spotlight – Công ty Mỹ Thanh - Monsoon Music Festival - Liên hoan âm nhạc Gió mùa 2016 – Công ty Thanh Việt - The Remix - Hòa âm ánh sáng – VTV và Cát Tiên Sa - Giọng hát Việt nhí – VTV và Cát Tiên Sa |
| Chương trình của năm       | Đôi bàn tay thắp lửa – Ban nhạc Bức Tường · đạo diễn âm nhạc bởi Quốc Trung · đạo diễn sân khấu bởi Phạm Hoàng Nam | - Bốn mùa trong em – Nguyễn Ngọc Anh - FunRing Day 2016 Live Concert (Mobifone) – Noo Phước Thịnh - It's Showtime – Đông Nhi - Love Song – Hồ Ngọc Hà - Café in Concert: Nâu nóng – Hà Anh Tuấn - Trên đỉnh Phù Vân – Phó Đức Phương |
| Nhạc sĩ của năm            | Khắc Hưng | - Tiên Cookie - Đỗ Hiếu - Hồng Kiên - Trần Mạnh Tuấn |
| Ca sĩ của năm              | Noo Phước Thịnh | - Hồ Ngọc Hà - Trần Thu Hà - Đông Nhi - Hà Anh Tuấn |

### Giải thưởng Âm nhạc Cống hiến lần thứ 13
Giải thưởng Âm nhạc Cống hiến 2018 được tổ chức vào tối ngày 22 tháng 3 năm 2018 tại Cung Văn hóa Hữu nghị Hà Nội. Dẫn chương trình bởi Lại Văn Sâm và Lan Khuê.
| Giải thưởng                | Đoạt giải | Đề cử |
| -------------------------- | --- | --- |
| Nhà sản xuất của năm       | Dương Cầm | - Đỗ Hiếu - Khắc Hưng - Rhymastic - Slim V - Quốc Trung |
| Video âm nhạc của năm      | "Em gái mưa" – Hương Tràm · đạo diễn bởi Kawaii Nguyễn Tuấn Anh · sáng tác bởi Mr. Siro | - "Cả một trời thương nhớ" – Hồ Ngọc Hà (sáng tác: Nguyễn Minh Cường; đạo diễn: Đinh Hà Uyên Thư) - "Đi để trở về" – Soobin Hoàng Sơn (sáng tác: Tiên Cookie; đạo diễn: Tiên Cookie) - "Đừng hỏi em" – Mỹ Tâm (sáng tác: Mỹ Tâm; đạo diễn: Kawaii Nguyễn Tuấn Anh) - "Ghen" – Khắc Hưng, Erik và Min (sáng tác: Khắc Hưng; đạo diễn: Đinh Hà Uyên Thư) - "Lạc trôi" – Sơn Tùng M-TP (sáng tác: Sơn Tùng M-TP; đạo diễn: Đinh Hà Uyên Thư) - "Nói thương nhau thì đừng làm trái tim em đau" – Bích Phương (sáng tác: Phạm Thanh Hà; đạo diễn: Khương Vũ) |
| Bài hát của năm            | "Em dạo này" – Ngọt · sản xuất bởi Ngọt · kĩ sư thu âm/mixed bởi Nguyễn Chí Hùng · sáng tác bởi Vũ Đinh Trọng Thắng · kĩ sư master bởi Nguyễn Chí Hùng | - "Đi về đâu" – Tiên Tiên (sáng tác: Tiên Tiên) - "Hôm nay tôi cô đơn quá" – Tóc Tiên cùng Rhymastic (sáng tác: Hứa Kim Tuyền) - "Mình yêu nhau yêu nhau bình yên thôi!" – Đinh Hương và Hà Anh Tuấn (sáng tác: Đinh Hương) - "Nói thương nhau thì đừng làm trái tim em đau" – Bích Phương (sáng tác: Phạm Thanh Hà) |
| Nghệ sĩ mới của năm        | Ngọt | - Ali Hoàng Dương - Erik - Min - Huỳnh Hiền Năng |
| Album của năm              | Tâm 9 – Mỹ Tâm · sản xuất bởi Mỹ Tâm & Khắc Hưng · kĩ sư thu âm/mixed bởi Phạm Tuấn, Đức Anh, Nguyễn Minh Đạt, Kwak Jung Shin & Jun Sang Jul · sáng tác bởi Mỹ Tâm, Khắc Hưng, Đức Trí, Phan Mạnh Quỳnh, Vũ Cát Tường & Tấn Phong · kĩ sư master bởi Juun Hoon | - Không sao về bắt đầu – Lê Cát Trọng Lý - Ngài – Khánh Linh - Phố à, phố ơi... – Hồng Nhung - Portrait – Uyên Linh |
| Chuỗi chương trình của năm | Sao đại chiến – VTV và Công ty ADT · đạo diễn âm nhạc bởi Huy Tuấn · đạo diễn sân khấu bởi Việt Tú | - Giọng hát Việt - The Voice – VTV và Cát Tiên Sa - Giọng hát Việt nhí - The Voice Kids – VTV và Cát Tiên Sa - Monsoon Music Festival - Liên hoan âm nhạc Gió mùa 2017 – Công ty Thanh Việt - Thần đồng âm nhạc - Wonderkids – HTV3 và Purpose Media |
| Chương trình của năm       | Mặt trời của tôi – Đăng Dương · đạo diễn âm nhạc bởi Trần Mạnh Hùng · đạo diễn sân khấu bởi Tất My Loan · sản xuất bởi Ruby Ngọc | - Cả một trời thương nhớ – Hồ Ngọc Hà - Đêm hè Lam – Thanh Lam - Fire Phoenix - Phượng hoàng lửa – Thu Minh - Fragile Live Concert – Hà Anh Tuấn - Hà Nội Duo – Ngô Hồng Quang và Nguyên Lê - Trời và đất – Tùng Dương |
| Nhạc sĩ của năm            | Dương Cầm | - Lê Cát Trọng Lý - Rhymastic - Vũ Minh Tâm - Phạm Toàn Thắng |
| Ca sĩ của năm              | Mỹ Tâm | - Tùng Dương - Hồ Ngọc Hà - Thu Minh - Hồng Nhung |

### Giải thưởng Âm nhạc Cống hiến lần thứ 14
Giải thưởng Âm nhạc Cống hiến 2019 được tổ chức vào tối ngày 16 tháng 4 năm 2019 tại Nhà hát Thành phố Hồ Chí Minh. Dẫn chương trình bởi Thanh Bạch và Ái Phương.
| Giải thưởng                | Đoạt giải | Đề cử |
| -------------------------- | --- | --- |
| Album của năm              | Chat với Mozart II – Mỹ Linh · sản xuất bởi Công ty TNHH Diệu Thanh, Anh Quân & AE Records · kĩ sư thu âm/mixed bởi Anh Quân, Doãn Trí Nghĩa & Anna Trương · sáng tác bởi F. Liszt, J.S. Bach, A. Rubinstein, G. Fauré, A. Dvořák, F. Chopin, C. Debussy, E. Elgar, Mỹ Linh & Dương Thụ · kĩ sư master bởi Eric Boulanger | - Dramatic – Bích Phương - Saigon Feel – Hồ Trung Dũng Meets Võ Thiện Thanh – Hồ Trung Dũng - Thiên thần sa ngã – Bùi Lan Hương - Stardom – Vũ Cát Tường - Đức Tuấn Phú Quang in Symphony - Hà Nội và em khi thu chớm đông sang – Đức Tuấn |
| Bài hát của năm            | "Có ai thương em như anh" – Tóc Tiên và Touliver · sản xuất bởi Touliver · kĩ sư thu âm/mixed bởi Studio 13 & Nguyễn Minh Đạt · sáng tác bởi Bùi Công Nam · kĩ sư master bởi Touliver | - "Em không thể" – Tiên Tiên (sáng tác: Tiên Tiên) - "Hành tinh song song" – Vũ. (sáng tác: Hoàng Thái Vũ) - "Huyền thoại" – Phan Mạnh Quỳnh (sáng tác: Phan Mạnh Quỳnh) - "Hôm nay tôi buồn" – Phùng Khánh Linh (sáng tác: Phùng Khánh Linh) |
| Nghệ sĩ mới của năm        | Bùi Lan Hương | - JustaTee - Vũ. - Lộn Xộn - Phùng Khánh Linh |
| Nhà sản xuất của năm       | Tiên Cookie | - Đỗ Hiếu - DuongK - Võ Thiện Thanh - Phạm Thanh Hà |
| Video âm nhạc của năm      | "Bùa yêu" – Bích Phương · đạo diễn bởi TanDs Le · sáng tác bởi Tiên Cookie, Phạm Thanh Hà & DuongK | - "Chạm đáy nỗi đau" – Erik (sáng tác: Mr Siro; đạo diễn: Đinh Hà Uyên Thư) - "Chạy ngay đi" – Sơn Tùng M-TP (sáng tác: Sơn Tùng M-TP; đạo diễn: Koinrush và INSP) - "Có ai thương em như anh" – Tóc Tiên và Touliver (sáng tác: Bùi Công Nam; đạo diễn: Kien Ung và Ứng Duy Kiên) - "Thằng điên" – JustaTee và Phương Ly (sáng tác: ViruSs và JustaTee; đạo diễn: Khương Vũ) |
| Chuỗi chương trình của năm | See Sing Share: Sweet Memories – Hà Anh Tuấn · đạo diễn bởi Cao Trung Hiếu | - Ban nhạc Việt – VTV - Bài hát hay nhất - Sing My Song 2018 – VTV và Cát Tiên Sa - Giai điệu tự hào – VTV và Motion Media |
| Chương trình của năm       | Romance - Người đàn ông & bông hoa trên ngực trái – Hà Anh Tuấn · đạo diễn âm nhạc bởi Nguyễn Hữu Vượng · đạo diễn sân khấu bởi Cao Trung Hiếu · sản xuất bởi Võ Đỗ Minh Hoàng | - Ten on Ten – Đông Nhi - Bình minh – Thanh Lam - Mơ duyên – Phạm Phương Thảo - Ánh trăng tình yêu – Lan Anh - Khát vọng – Vũ Thắng Lợi - Mỹ Linh Tour 2018 - Thời gian – Mỹ Linh - Tùng Dương hát bộ tứ sông Hồng – Tùng Dương |
| Nhạc sĩ của năm            | Vũ Cát Tường | - Tiên Tiên - Tiên Cookie - Võ Thiện Thanh - Phạm Thanh Hà |
| Ca sĩ của năm              | Đông Nhi | - Thanh Lam - Tùng Dương - Bích Phương - Lan Anh |

## Thập niên 2020

### Giải thưởng Âm nhạc Cống hiến lần thứ 15
Giải thưởng Âm nhạc Cống hiến 2020 theo dự tính được tổ chức vào tối ngày 22 tháng 3 năm 2020 tại Nhà hát Thành phố Hồ Chí Minh. Tuy nhiên, do ảnh hưởng của Đại dịch COVID-19, phiếu bầu cho chương trình được bình chọn trực tuyến. Lễ trao giải được tổ chức vào sáng ngày 25 tháng 3 tại trụ sở báo Thể thao & Văn hóa tại Hà Nội.
| Giải thưởng                | Đoạt giải | Đề cử |
| -------------------------- | --- | --- |
| Nhà sản xuất của năm       | DTAP (Tùng Cedrus, Kata Trần và Thịnh Kainz) | - Hồ Hoài Anh - Trần Mạnh Hùng - Quốc Trung - Huy Tuấn |
| Video âm nhạc của năm      | "Để Mị nói cho mà nghe" – Hoàng Thùy Linh · đạo diễn bởi Nhu Đặng · sáng tác bởi Thịnh Kainz, Kata Trần & T-Bass | - "Anh nhà ở đâu thế" – Amee và B Ray (sáng tác: Lyly; đạo diễn: Zooyoung Jeoung và Jaewoo Lee) - "I Am Diva" – Thu Minh (sáng tác: Mew Amazing; đạo diễn: Kiên Ứng) - "Hãy trao cho anh" – Sơn Tùng M-TP và Snoop Dogg (sáng tác: Sơn Tùng M-TP; đạo diễn: Korlio) - "Hết thương cạn nhớ" – Đức Phúc (sáng tác: Vương Anh Tú; đạo diễn: Vũ Hồng Thắng) - "Khó vẽ nụ cười" – Đạt G và DuUyên (sáng tác: Đạt G; đạo diễn: TanDS Le) |
| Bài hát của năm            | "Để Mị nói cho mà nghe" – Hoàng Thùy Linh · sản xuất bởi Thịnh Kainz · kĩ sư thu âm/mixed bởi Minh Maximum · sáng tác bởi Thịnh Kainz, Kata Trần & T-Bass · kĩ sư master bởi Minh Maximum                                                                                                | - "Anh nhà ở đâu thế" – Amee và B Ray (sáng tác: Lyly) - "Hãy trao cho anh" – Sơn Tùng M-TP và Snoop Dogg (sáng tác: Sơn Tùng M-TP) - "Một đêm say" – Thịnh Suy (sáng tác: Thịnh Suy) - "Nhạt" – Phan Mạnh Quỳnh (sáng tác: Phan Mạnh Quỳnh) |
| Nghệ sĩ mới của năm        | Amee | - Kata Trần và Thịnh Kainz - Đạt G - Lyly - Thịnh Suy |
| Album của năm              | Hoàng – Hoàng Thùy Linh · sản xuất bởi Hoàng Thùy Linh, Thịnh Kainz & DTAP Music Production · kĩ sư thu âm/mixed bởi Minh Maximum & Long Halo · sáng tác bởi Thịnh Kainz, Kata Trần, Tùng Cedrus, Hồ Hoài Anh, Ngân Vi, T-Bass, BadBz & Binz · kĩ sư master bởi Minh Maximum & Long Halo | - Chung 36 – Nguyễn Văn Chung - Inner Me – Vũ Cát Tường - Nhìn lại – Ngô Hồng Quang - Moon – Phạm Thùy Dung - 3 (tuyển tập nhạc Ngọt mới trẻ sôi động) – Ngọt |
| Chuỗi chương trình của năm | Lễ hội âm nhạc quốc tế Tp.HCM - HOZO 2019 – Sở Văn hóa, Thể thao và Du lịch Tp.HCM · đạo diễn âm nhạc bởi Huy Tuấn | - Music Home – FPT - Monsoon Music Festival - Liên hoan âm nhạc Gió mùa 2019 – Công ty Thanh Việt - Giai điệu tự hào – VTV và Motion Media |
| Chương trình của năm       | Trở về – Tân Nhàn · đạo diễn âm nhạc bởi Trần Mạnh Hùng · đạo diễn sân khấu bởi Phạm Hoàng Giang · sản xuất bởi Nguyễn Tuấn Anh | - I Am Diva – Thu Minh - Rock Symphony – Nhà hát Giao hưởng nhạc vũ kịch TP.HCM - Sky Tour – Sơn Tùng M-TP - Trăng hát – Phạm Thùy Dung - Truyện ngắn – Hà Anh Tuấn |
| Nhạc sĩ của năm            | Phan Mạnh Quỳnh | - Nguyễn Văn Chung - Vũ Đinh Trọng Thắng - Nguyễn Vĩnh Tiến - Vũ Cát Tường |
| Ca sĩ của năm              | Hoàng Thùy Linh | - Phạm Thùy Dung - Thu Minh - Tân Nhàn - Hà Anh Tuấn - Sơn Tùng M-TP |

### Giải thưởng Âm nhạc Cống hiến lần thứ 16
Giải thưởng Âm nhạc Cống hiến 2021 được tổ chức trực tuyến vào sáng ngày 7 tháng 1 năm 2021 tại trụ sở báo Thể thao & Văn hóa tại Hà Nội và Thành phố Hồ Chí Minh.
| Giải thưởng                | Đoạt giải | Đề cử |
| -------------------------- | --- | --- |
| Album của năm              | Human – Tùng Dương · sản xuất bởi Tùng Dương · kĩ sư thu âm/mixed bởi · sáng tác bởi Sa Huỳnh, Bùi Caroon & Nguyễn Duy Hùng · kĩ sư master bởi Christian Wright | - Yesteryear – Phùng Khánh Linh - Hôm qua, hôm nay và sau này – Nguyên Hà - Khanh Linh’s Journey – Khánh Linh - Dreamee – Amee - Nơi gặp gỡ tình yêu – Thanh Lam |
| Nhạc sĩ của năm            | Nguyễn Minh Cường | - Phùng Khánh Linh - Sa Huỳnh và Bùi Caroon - Võ Thiện Thanh - Hứa Kim Tuyền |
| Ca sĩ của năm              | Tùng Dương | - Amee - Nguyên Hà - Thanh Lam - Khánh Linh |
| Bài hát của năm            | "Hoa nở không màu" – Hoài Lâm · sản xuất bởi Nguyễn Minh Cường · kĩ sư thu âm/mixed bởi Toàn Vũ · sáng tác bởi Nguyễn Minh Cường · kĩ sư master bởi Toàn Vũ     | - "Cơn mưa tháng 5" – Tùng Dương và Trần Lập (sáng tác: Trần Lập & Trần Tuấn Hùng) - "OK" – Binz (sáng tác: Binz) - "Sau này hãy gặp lại nhau khi hoa nở" – Nguyên Hà (sáng tác: Rinnie Blue) - "2 phút hơn" – Pháo và Wack (sáng tác: Pháo & Wack) |
| Nghệ sĩ mới của năm        | Dế Choắt | - ICD - Trần Duy Khang - Pháo |
| Nhà sản xuất của năm       | Touliver | - Dương Cầm - Hứa Kim Tuyền - Huy Tuấn - Nguyễn Hữu Vượng và Lưu Quang Minh |
| Video âm nhạc của năm      | "Đi về nhà" – Đen và JustaTee · đạo diễn bởi Hoàng Thành Đồng · sáng tác bởi Hứa Kim Tuyền, JustaTee & Đen                                                      | - "Cứ chill thôi" – Chillies, Suni Hạ Linh và Rhymastic (sáng tác: Trần Duy Khang & Rhymastic; đạo diễn: Chung Chí Công) - "Em không sai chúng ta sai" – Erik (sáng tác: Nguyễn Phúc Thiện; đạo diễn: Đinh Hà Uyên Thư) - "Kẻ cắp gặp bà già" – Hoàng Thùy Linh (sáng tác: Thịnh Kainz, Kata Trần & Binz; đạo diễn: Kawaii Tuấn Anh) - "Ok" – Binz (sáng tác: Binz) - "Yêu thì yêu không yêu thì yêu" – Amee (sáng tác: Hứa Kim Tuyền & T.R.I; đạo diễn: Nhu Đặng) |
| Chuỗi chương trình của năm | Rap Việt – Vie Channel và HTV · đạo diễn chương trình bởi Vương Khang & Đức Đỗ · đạo diễn âm nhạc bởi Hoàng Touliver                                            | - Music Home – Truyền hình FPT - Bandland – Công ty TNHH Dương Cầm - King of Rap – Cát Tiên Sa và VTV |
| Chương trình của năm       | Con người – Tùng Dương · đạo diễn âm nhạc bởi Nguyễn Hữu Vượng · sản xuất bởi Tùng Dương                                                                        | - Con đường không tên – Ban nhạc Bức Tường - Đường chúng ta đi – Đăng Dương, Trọng Tấn và Việt Hoàn - Khúc hát phiêu ly – Phó Đức Phương - Rock Symphony – Nhà hát Nhạc vũ kịch Việt Nam - Vy - Live Concert – Hồng Vy |

### Giải thưởng Âm nhạc Cống hiến lần thứ 17
Giải thưởng Cống hiến 2023 được tổ chức vào ngày 30 tháng 3 năm 2023 tại Nhà hát Thành phố Hồ Chí Minh. Dẫn chương trình bởi Vũ Mạnh Cường và Lương Thùy Linh.
| Giải thưởng           | Đoạt giải | Đề cử |
| --------------------- | --- | --- |
| Album của năm         | Link – Hoàng Thùy Linh · sản xuất bởi The Leader Entertainment & Hãng đĩa Thời Đại · kĩ sư thu âm/mixed bởi Minh Maximum, Khắc Hưng & DTAP · sáng tác bởi Thịnh Kainz, Kata Trần, Tùng Cedrus, Khắc Hưng, Anh Cuti, Khánh Ly, Mew Amazing, Ngân Vi, Thanh Bùi & Wren Evans · kĩ sư master bởi Minh Maximum | - Citopia – Phùng Khánh Linh - Cong – Tóc Tiên - Make It Together – Đinh Mạnh Ninh - Một vạn năm – Vũ. |
| Nhạc sĩ của năm       | Khắc Hưng | - Phùng Khánh Linh - Đinh Mạnh Ninh - Nguyễn Hải Phong - Vũ. |
| Nam ca sĩ của năm     | Tùng Dương | - Trúc Nhân - Đinh Mạnh Ninh - Noo Phước Thịnh - Vũ. |
| Nữ ca sĩ của năm      | Hoàng Thùy Linh | - Phùng Khánh Linh - Min - Mỹ Tâm - Tóc Tiên |
| Bài hát của năm       | "Bên trên tầng lầu" – Tăng Duy Tân · sản xuất bởi Drum7 & Tăng Duy Tân · kĩ sư thu âm/mixed bởi Nguyễn Trung Thiện (Dio) · sáng tác bởi Tăng Duy Tân · kĩ sư master bởi Nguyễn Trung Thiện (Dio) | - "Đến giờ cơm" – Ái Phương (sáng tác: Minh Cà Ri) - "Gieo quẻ" – Hoàng Thùy Linh và Đen (sáng tác: Khắc Hưng) - "Hai mươi hai (22)" – Amee (sáng tác: Hứa Kim Tuyền) - "Hẹn ước từ hư vô" – Mỹ Tâm (sáng tác: Phan Mạnh Quỳnh)                                                                                          |
| Nghệ sĩ mới của năm   | Mono | - Mỹ Anh - Wren Evans - Madihu - Tăng Duy Tân |
| Nhà sản xuất của năm  | DTAP (Tùng Cedrus, Kata Trần và Thịnh Kainz) | - Khắc Hưng - Touliver - Huy Tuấn - Nguyễn Hữu Vượng |
| Video âm nhạc của năm | "Gieo quẻ" – Hoàng Thùy Linh và Đen · đạo diễn bởi Nhu Đặng · sáng tác bởi Khắc Hưng | - "906090" – Tóc Tiên (sáng tác: Mew Amazing; đạo diễn: Ứng Duy Kiên) - "Có không giữ mất đừng tìm" – Trúc Nhân (sáng tác: Bùi Công Nam; đạo diễn: Đinh Hà Uyên Thư) - "Một bước vô tình" – Trần Thu Hà (sáng tác: Huy Tuấn; đạo diễn: Phạm Huỳnh Hữu Tài) - "Waiting for You" – Mono (sáng tác: Mono; đạo diễn: Choānn) |
| Chương trình của năm  | Tri âm – Mỹ Tâm · đạo diễn âm nhạc bởi Khắc Hưng · đạo diễn sân khấu bởi Ngãi Võ · sản xuất bởi Hoàng Huyền Trâm & MT Entertainment | - Hà Nội riêng tôi – Vũ Thắng Lợi - Hozo Festival – Sở Văn hóa và Thể thao Thành phố Hồ Chí Minh - Kỷ niệm 20 năm ca hát – Tùng Dương - Nghe gió kể: Symphonic Jazz – Nguyễn Hải Phong |

### Giải thưởng Âm nhạc Cống hiến lần thứ 18
Lễ trao giải thưởng Giải thưởng Cống hiến lần thứ 18 được trao vào tối ngày 27 tháng 3 năm 2024 tại Nhà hát Lớn, Hà Nội. Đây là năm đầu tiên ban tổ chức có thêm "Giải Ấn tượng Cống hiến", được trao cho chương trình Đàn chim Việt của Hội Nhạc sĩ Việt Nam.
Trước đó, một hệ thống bình chọn trực tuyến được mở công khai cho khán giả thông qua website và hệ thống của YAN, theo đó người đứng đầu mỗi hạng mục ở vòng bầu chọn đầu tiên sẽ được đặc cách vào thẳng Top 5 đề cử chính thức ở hạng mục tương ứng. 4 đề cử còn lại của mỗi Top 5 đề cử chính thức là 4 đề cử có số điểm cao nhất được tổng hợp từ số lượt bầu chọn của công chúng và số phiếu bầu của Hội đồng bầu chọn quy ra điểm (công chúng chiếm 50%, Hội đồng chiếm 50%).
| Giải thưởng                | Đoạt giải | Đề cử |
| -------------------------- | --- | --- |
| Album của năm              | Minh tinh – Văn Mai Hương · sản xuất bởi Văn Productions & Hãng đĩa Thời Đại · kĩ sư thu âm/mixed bởi Hứa Kim Tuyền · sáng tác bởi Hứa Kim Tuyền · kĩ sư master bởi | - A Diary of Melody – Hoàng Quyên - ái – Tlinh - Ozone – OPlus - Vũ trụ cò bay – Phương Mỹ Chi |
| Nhạc sĩ của năm            | Hứa Kim Tuyền | - Đỗ Bảo - Đông Thiên Đức - Kai Đinh - Khắc Hưng |
| Nam ca sĩ của năm          | Đen | - Hieuthuhai - Wren Evans - Trung Quân - Tăng Duy Tân |
| Nữ ca sĩ của năm           | Hòa Minzy | - Văn Mai Hương - Pháo - Orange - Phương Mỹ Chi |
| Bài hát của năm            | "À lôi" – Double2T & Masew · sản xuất bởi VIEENT Music · kĩ sư thu âm/mixed bởi Masew · sáng tác bởi Bùi Xuân Trường · kĩ sư master bởi                             | - "Cắt đôi nỗi sầu" – Tăng Duy Tân (sáng tác: Tăng Duy Tân) - "Nếu lúc đó" – Tlinh (sáng tác: Tlinh, 2pillz) - "Ngày mai người ta lấy chồng" – Thành Đạt (sáng tác: Đông Thiên Đức) - "Từng quen" – Wren Evans (sáng tác: Wren Evans)                                                                         |
| Nghệ sĩ mới của năm        | Double2T | - Tùng Anh - Grey D - Hà An Huy - Anh Tú |
| Nhà sản xuất của năm       | DTAP (Tùng Cedrus, Kata Trần và Thịnh Kainz) | - 2pillz - Drum7 - Kewtiie - Masew |
| Video âm nhạc của năm      | "Nấu ăn cho em" – Đen và Pia Linh · đạo diễn bởi Phương Vũ · sáng tác bởi Đen                                                                                       | - "Đại minh tinh" – Văn Mai Hương (sáng tác: Hứa Kim Tuyền; đạo diễn: Khương Vũ) - "Không còn em" – Madihu (sáng tác: Madihu; đạo diễn: Madihu) - "Môi chạm môi" – Myra Trần & Binz (sáng tác: AUGUST; đạo diễn: Đinh Hà Uyên Thư) - "Thị Mầu" – Hòa Minzy (sáng tác: Nguyễn Hoàng Phong; đạo diễn: Nhu Đặng) |
| Chuỗi chương trình của năm | Thần tượng Âm nhạc Việt Nam – VTV và Cát Tiên Sa · đạo diễn chương trình bởi Nguyễn Hữu Thanh · đạo diễn âm nhạc bởi Huy Tuấn                                       | - HAY Festival – TheBROS Entertaiment - GENfest – MMusic & Metub Network - Monsoon Music Festival 2023 – Thanh Viet Production - Rap Việt 2023 – HTV và VieON |
| Chương trình của năm       | Một mình bao la – Đỗ Bảo & Friends · đạo diễn âm nhạc bởi Đỗ Bảo · đạo diễn sân khấu bởi Phạm Hoàng Nam · sản xuất bởi Đỗ Bảo & TheBROS Entertaiment                | - 1589 – Trung Quân - Chúng ta đều muốn một Tour – Cá Hồi Hoang - Show của Đen – Đen - Trần Tiến – Nửa thế kỷ phiêu bạt – Trần Tiến |